# قورباغه خلنگزار
قورباغه خلنگزار (نام علمی: Rana arvalis) نام یک گونه از سرده قورباغه‌های برکه است.